# الدوري الإنجليزي لكرة القدم 1932–33
الدوري الإنجليزي لكرة القدم 1932–33 (بالإنجليزية: 1932–33 Football League)‏ هو موسم من دوري كرة القدم الإنجليزي. فاز فيه نادي أرسنال.